# Pholhane-Biographie
| Tibetische Bezeichnung                      |
| ------------------------------------------- |
| Tibetische Schrift: མི་དབང་རྟོགས་བརྗོད           |
| Wylie-Transliteration: mi dbang rtogs brjod |
| Chinesische Bezeichnung                     |
| Vereinfacht: 颇罗鼐传                       |
| Pinyin:Poluonai zhuan                       |

Die Pholhane-Biographie (tib. mi dbang rtogs brjod ) wurde von Dokhar Tshering Wanggyel (mdo mkhar ba tshe ring dbang rgyal; 1697–1763), einem engen Freund Pholhanes (pho lha nas) – des „Königs von Tibet“ – im Jahr 1733 verfasst. Der Miwang (mi dbang)-Herrscher Pholhane bzw. Pholha Sönam Tobgye (pho lha bsod nams stobs rgyal; 1689–1747) war eine bedeutende Herrscherfigur der tibetischen Geschichte. Er war der durch die Zentralregierung der Qing-Dynastie ernannte Hauptverwalter Tibets. 
Das Buch hat 19 Kapitel. Mit Pholhanes Lebensgeschichte als rotem Faden wird der Prozess des Eintritts des westmongolischen Stammes der Khoshuud, beginnend unter Gushri Khan (1592–1654) in Tibet aufgezeichnet und der Aufschwung dieses Stammes zur lokalen Macht sowie wichtige, die Völker der Tibeter, Mongolen, Mandschu und Han-Chinesen betreffende Ereignisse in Tibet während der Shunzhi- und Kangxi-Herrschaft der Qing-Dynastie. 
Dabei wird Pholhanes Rolle bei der Stabilisierung der Situation in Tibet und der ‚Sicherung der Einheit des Vaterlandes’ unter Verwendung von Berichten von Zeitzeugen beleuchtet.

## Ausgaben
- Lhasa-Manuskript-Ausgabe (yig tshang)
- Nationalitätenverlag Sichuan, Chengdu, Mai 1981. 861 pp. M11140.7.

### Übersetzungen

#### Chinesisch
- Tang Chi'an 汤池安 (Übers.), Lhasa: Xizang renmin chubanshe, 1988. ISBN 7-223-00253-0.

### Nachschlagewerke
- ZHDCD (Artikel: mi dbang rtogs brjod)